# 石泉学派
石泉学派（せきせんがくは）とは、浄土真宗本願寺派の学派のひとつである。江戸時代に長浜（現、広島県呉市長浜）の地で「石泉塾」を開いた、同派の学僧の石泉僧叡（せきせんそうえい）の流れをくむ。
本願寺派の教学理解では、空華学派（くうげがくは）と二大学派をなすが、空華学派が現在の本願寺派の主流であり、石泉学派は少数派となっている。

## 学説
空華学派との差異は多くあるが、その中でも特に代表的なのは、宗祖親鸞を含めた善知識の扱いと、現世における人間の行為の扱いである。空華学派においては、七高僧や親鸞、覚如や蓮如等の言葉が浄土真宗を唯一正しく相承するものとして扱われてきた。従って、教学知識を「正しく」伝えるとされる善知識や本山への服従につながりやすく、聖教の一字一句を全て尊重する態度にもつながりやすい。これに対し石泉僧叡は、浄土真宗は親鸞によって開かれた一宗派ではなく、久遠の真理そのものが阿弥陀仏の第十八願という形となって現れた超時間的な教えであると捉えた。従って、善知識の言うことを絶対視してそのまま頂くのではなく、各人の阿弥陀仏との直接的・主体的な繋がりが重視される。石泉僧叡の著書、『教行信証随聞記』には以下のようにある。
”浄土真宗は廃立が大体なり。相承の善知識より創るに非ず。如来の発願よりして廃立なり。選択と云か取捨の義にして法蔵菩薩の初発心なり 。久遠の最初よりして廃立の発願をなし給ふことなり。故に此願に依て成就する正覚、亦廃立の正覚なり 。超喩十方一切世界にこしらへた廃立なり。勝を立て劣を廃す。弥陀因果みな廃立なり”（『教行信証随聞記』）
従って、親鸞の言葉もあくまで弥陀の本願に触れた経験を個人的な領解として述べたものであり、その言葉は尊重されるべきであっても、絶対視するほどのものではないこととなる。なぜなら、弥陀の本願海に入った経験のあるその他の人間から発せられる言葉も、親鸞と同じ信心のある人間から発せられる言葉であり、同様に尊重されつつも絶対視されるべきではないからである。妙好人がこの例とされる。
また、以上のような各人の主体性の重視により、「国王不礼」の態度も、空華学派より強いものとなる。
"凡そ出家たる自分、仏弟子たる者、三世諸仏解脱憧相の服たる袈裟かける者は 、俗に向て礼拝することは無きことなり（『同』）"
空華学派の松島善譲は石泉学派を激しく批判し、国王不礼について、その原則は正しくとも、「身を高ぶればとがめにあう」として世俗的権力には従順であるべきとした。従って、空華学派は相対的に世俗権力や本山に対して従順であり、石泉学派はより自立した思考を重視する傾向がある。空華学派の権力に対して従順な態度が、後に天皇を阿弥陀仏の化身とする戦時教学へと繋がっていったとの批判もあり、実際に戦時中に戦時教学を批判していた山下義信は、石泉学派の牙城である広島出身である。戦後の本願寺派内においても、門主の戦争責任を追及して反体制派とみなされた信楽峻麿は石泉学派であり、また、フェミニストとして知られ、親鸞を深く尊敬しつつも、親鸞の「変成男子」思想を強く批判した源淳子（本願寺派において得度）も信楽の教え子として石泉学派の系譜を受け継いでいる。
石泉学派はまた、現世における人間の行為の意義を積極的に認めることでも知られる。空華学派においては、常行大悲は念仏することのみであるとしており、その他の一切の雑行や世間的な善行は、雑毒の善や虚仮の行として否定される。これは存覚の立場を受け継いだものである。従って、信心さえ得たなら、現世を生きる本源的な意味はないこととなり、虚仮の行しかできない無意味な人生を捨てて還相の仏となるために自殺を肯定する考えにも繋がりうる。この問題に対処するために、空華学派は真宗以外の儒教や世俗道徳から「生きる意味」を輸入しており、戦時中にはそれが戦時教学となった。対し、石泉学派は、例え雑毒の善や虚仮の行であったとしても、各人の縁に応じた世俗的な行為も、弥陀の大悲を世に現していく助業、報恩業となり得ることを認める。石泉学派も、助業を往生に必要な条件とは全く見なしていないが、その意義を積極的に認めていくところに空華学派との違いがある。熱心な真宗門徒として知られる伊藤忠商事の元祖、伊藤忠兵衛 (初代)も、商売を菩薩業と捉えていたが、これも石泉学派的な考えである。最近では、空華学派も、石泉学派のこの考えを実際の布教の現場においては多少導入しているが、教学的にはこれを正当化するものを空華学派は持っていない。
聖道門や諸仏の扱いに対する比較的寛容な態度なども、石泉学派の特徴とされる。他にも、空華学派では往生のための信心獲得が強調されるため、自己の判断を交えずに弥陀の本願をそのまま聞くことが信心であると説かれるのに対し、石泉学派では、生死を超える道としての仏道が強調されるため、阿弥陀仏を信頼し、生きる恐怖も死ぬ恐怖も全て阿弥陀仏に投げ打って弥陀の大悲の中に生きることで、心が清澄になっていくのも信心の一側面であるとする。